# هانافورد (داکوتای شمالی)
هانافورد(به انگلیسی: Hannaford) شهری در ایالت داکوتای شمالی کشور ایالات متحده آمریکا است که جمعیت آن در سرشماری سال ۲۰۱۰ میلادی، ۱۳۱ نفر بوده‌است.